# Kellyn Acosta
Kellyn Kai Perry-Acosta (ur. 24 lipca 1995 w Plano) – amerykański piłkarz występujący na pozycji defensywnego pomocnika, reprezentant Stanów Zjednoczonych, od 2024 zawodnik Chicago Fire.

## Kariera klubowa
Acosta pochodzi z miasta Plano w Teksasie, dorastał w regionie metropolitalnym (metroplex) Dallas-Fort Worth. Posiada mieszane pochodzenie – ze strony ojca japońsko-irlandzkie (jego ojciec urodził się w Japonii), zaś ze strony matki meksykańskie i afroamerykańskie. Ma dwójkę młodszego rodzeństwa. W dzieciństwie oprócz piłki nożnej uprawiał koszykówkę, futbol amerykański i lekkoatletykę. W wieku siedmiu lat rozpoczął treningi piłkarskie w szkółce Dallas Tornado, pod okiem trenera Zequinhi, zaś jako trzynastolatek dołączył do akademii młodzieżowej lokalnego klubu FC Dallas. W 2012 roku zdobył z Dallas mistrzostwo ogólnokrajowych rozgrywek U.S. Soccer Development Academy w kategorii do lat osiemnastu i został wówczas wybrany najlepszym piłkarzem konferencji centralnej turnieju. Przez kilka miesięcy terminował również w prowadzonej przez krajową federację akademii IMG Soccer Academy w Bradenton na Florydzie. W wieku juniorskim był uznawany za czołowego nastoletniego piłkarza w kraju; będąc obunożnym zawodnikiem, już wówczas odznaczał się charakteryzującą go do dziś wielofunkcyjnością, mogąc występować na pozycjach środkowego, lewego i prawego obrońcy oraz środkowego i defensywnego pomocnika.
W lipcu 2012 Acosta podpisał profesjonalny kontrakt z FC Dallas, rezygnując tym samym z propozycji występów w uczelnianej drużynie Maryland Terrapins z University of Maryland. Do pierwszego zespołu został włączony przez szkoleniowca Schellasa Hyndmana i w Major League Soccer zadebiutował 3 sierpnia 2013 w przegranym 0:3 spotkaniu z Seattle Sounders. Szybko został jednym z ważniejszych graczy zespołu, początkowo występując na pozycji środkowego obrońcy. W kwietniu 2014 doznał kontuzji stawu kolanowego, wskutek której musiał pauzować przez cztery miesiące, a po rekonwalescencji zaczął być wystawiany przez trenera Óscara Pareję w roli defensywnego pomocnika. Z biegiem czasu dołączył do grona najlepszych zawodników środka pola w rozgrywkach, charakteryzując się nowoczesnym stylem gry, dobrym ustawianiem się, kontrolą tempa i ponadprzeciętną umiejętnością czytania gry.
Premierowego gola w najwyższej klasie rozgrywkowej strzelił 18 lipca 2015 w wygranej 2:1 konfrontacji z D.C. United. W sezonie 2015 zajął z Dallas pierwsze miejsce w konferencji zachodniej. Sukces ten powtórzył również rok później – w sezonie 2016, kiedy to wywalczył również z zespołem trofeum Supporters' Shield. Zdobył wówczas także puchar Stanów Zjednoczonych – U.S. Open Cup, tworząc podstawowy duet środkowych pomocników z Carlosem Gruezo.
23 lipca 2018 roku przeszedł do Colorado Rapids na zasadzie trade'u (wymiany). Dominique Badji przeszedł do FC Dallas w zamian za Kellyna Acostę. FC Dallas otrzymali dodatkowo International roster slot (miejsce dla gracza o statusie International) do końca sezonu 2019 i wybór w pierwszej rundzie SuperDraftu 2019. Kellyn Acosta w barwach Rapids zadebiutował 29 lipca 2018 w meczu z D.C. United, wtedy też strzelił swojego pierwszego gola po transferze.

## Kariera reprezentacyjna
Acosta rozpoczął występy w młodzieżowych reprezentacjach Stanów Zjednoczonych już w wieku czternastu lat. Z racji pochodzenia rodziny ze strony ojca był również uprawniony do gry w reprezentacji Japonii.
W lutym 2011 Acosta został powołany przez Wilmera Cabrerę do reprezentacji Stanów Zjednoczonych U-17 na Mistrzostwa Ameryki Północnej U-17. Na jamajskich boiskach rozegrał trzy z pięciu możliwych spotkań (z czego wszystkie w wyjściowym składzie), zaś jego drużyna triumfowała wówczas w turnieju, pokonując w finale po dogrywce Kanadę (3:0). Cztery miesiące później znalazł się w składzie na Mistrzostwa Świata U-17 w Meksyku, gdzie był najmłodszym graczem w kadrze swojego zespołu. Tam miał niepodważalne miejsce w pierwszym składzie i wystąpił w pełnym wymiarze czasowym we wszystkich czterech meczach na pozycji obrońcy, natomiast Amerykanie odpadli z juniorskiego mundialu w 1/8 finału, ulegając Niemcom (0:4).
W maju 2013 Acosta znalazł się w ogłoszonym przez Taba Ramosa składzie reprezentacji Stanów Zjednoczonych U-20 na prestiżowy Turniej w Tulonie. Wystąpił tam w trzech z czterech możliwych meczów (z czego w dwóch w pierwszym składzie), natomiast jego zespół zakończył swój udział w imprezie na fazie grupowej. Miesiąc później został powołany na Mistrzostwa Świata U-20 w Turcji, ponownie będąc najmłodszym graczem w kadrze drużyny. Nie zanotował jednak wówczas żadnego występu, a jego kadra narodowa odpadła z młodzieżowego mundialu w fazie grupowej. W styczniu 2015 znalazł się w składzie na Mistrzostwa Ameryki Północnej U-20, gdzie wystąpił w dwóch z sześciu meczów (w obydwóch w wyjściowej jedenastce) – Amerykanie zajęli natomiast podczas kontynentalnego turnieju rozgrywanego na Jamajce trzecie miejsce. Po czterech miesiącach został powołany na Mistrzostwa Świata U-20 w Nowej Zelandii. Tym razem wystąpił w czterech z pięciu możliwych spotkań (we wszystkich z nich w pierwszym składzie), grając na pozycji środkowego pomocnika, a jego drużyna zakończyła swój udział na światowym czempionacie w ćwierćfinale, wobec przegranej w serii rzutów karnych z późniejszym triumfatorem – Serbią (0:0, 5:6 k).
W marcu 2016 Acosta wystąpił w barwach reprezentacji Stanów Zjednoczonych U-23 w dwóch meczach barażowych (od pierwszej do ostatniej minuty) o awans do Igrzysk Olimpijskich w Rio de Janeiro. Podopieczni Andreasa Herzoga wobec porażki w tym dwumeczu z Kolumbią (1:1, 1:2) nie zdołali zakwalifikować się na igrzyska.
W seniorskiej reprezentacji Stanów Zjednoczonych Acosta zadebiutował za kadencji selekcjonera Jürgena Klinsmanna, 31 stycznia 2016 w wygranym 3:2 meczu towarzyskim z Islandią. Premierowego gola w kadrze narodowej strzelił natomiast 1 lipca 2017 w wygranym 2:1 sparingu z Ghaną. W tym samym miesiącu został powołany przez Bruce'a Arenę na Złoty Puchar CONCACAF, podczas którego – będąc najmłodszym zawodnikiem w amerykańskiej kadrze – rozegrał pięć z sześciu możliwych meczów (z czego cztery w wyjściowym składzie). Amerykanie – pełniący wówczas rolę gospodarzy – triumfowali natomiast w rozgrywkach Złotego Pucharu, pokonując w finale Jamajkę (2:1).